# Vértestolna
Vértestolna es un pueblo húngaro perteneciente al distrito de Tata, condado de Komárom-Esztergom.

## Superficie
Cuenta con una superficie de 16,95 km².

## Demografía
Hasta 2024 la población era de 584 habitantes, con una densidad de población de 34,45 hab/km².
| Gráfica de evolución demográfica de Vértestolna entre 2020 y 2024 |
|                                                                   |
| Datos según la Oficina Central de Estadística de Hungría.         |